# Andreas Marschall
Andreas Marschall (Karlsruhe, Njemačka, 13. siječnja 1961.) njemački je ilustrator, grafički dizajner i redatelj. 
Najpoznatiji je kao autor naslovnica heavy metal-skupina. Radi kao grafički dizajner od kraja 80-ih godina 20. stoljeća. Surađivao je sa sastavima kao što su Kreator, Blind Guardian, Rage, Grave Digger, Hammerfall, Obituary, Hate Eternal, Sodom i In Flames.
Bavi se i režijom glazbenih spotova. Trenutno živi i radovi u Berlinu.

## Naslovnice
Blind Guardian
- Tales from the Twilight World (1990.)
- Somewhere Far Beyond (1992.)
- Imaginations from the Other Side (1995.)
- Nightfall in Middle-Earth (1998.)

Covenant
- Nexus Polaris (1998.)

Destruction
- Cracked Brain (1990.)

Dimmu Borgir
- Godless Savage Garden (1998.)

Grave Digger
- Heart of Darkness (1995.)
- Tunes of War (1996.)

HammerFall
- Glory to the Brave (1997.)
- Legacy of Kings (1998.)
- Renegade (2000.)
- (r)Evolution (2014.)
- Built to Last (2016.)

Hate Eternal
- King of All Kings (2002.)

Immolation
- Dawn of Possession (1991.)
- Here in After (1996.)
- Failures for Gods (1999.)
- Close to a World Below (2000.)
- Unholy Cult (2002.)

In Flames
- The Jester Race (1996.)
- Whoracle (1997.)
- Colony (1999.)

King Diamond
- A Dangerous Meeting (1992.)

Kreator
- Coma of Souls (1990.)
- Violent Revolution (2001.)

Mercyful Fate
- A Dangerous Meeting (1992.)

Obituary
- The End Complete (1992.)
- Frozen in Time (2005.)
- Xecutioner's Return (2007.)
- Left to Die (2008.)
- Darkest Day (2009.)
- Inked in Blood (2014.)
- Obituary (2017.)

Rage
- Extended Power (1991.)
- Trapped! (1992.)
- Beyond the Wall (1992.)
- 10 Years in Rage (1994.)
- Black in Mind (1995.)
- End of All Days (1996.)

Running Wild
- Wild Animal (1990.)
- Little Big Horn (1991.)
- Blazon Stone (1991.)
- Pile of Skulls (1992.)
- Black Hand Inn (1994.)
- Masquerade (1995.)
- The Rivalry (1998.)

Sodom
- Agent Orange (1989.)
- Better Off Dead (1990.)
- Masquerade in Blood (1995.)
- The Final Sign of Evil (2007.)

Stratovarius
- Visions (1997.)

U.D.O.
- Timebomb (1991.)
- Solid (1997.)
- Holy (1999.)